# NGC 3121
NGC 3121 је елиптична галаксија у сазвежђу Лав која се налази на NGC листи објеката дубоког неба.
Деклинација објекта је + 14° 22' 26" а ректасцензија 10h 6m 51,8s. Привидна величина (магнитуда) објекта NGC 3121 износи 12,9 а фотографска магнитуда 13,9. NGC 3121 је још познат и под ознакама UGC 5450, MCG 3-26-27, CGCG 93-46, KCPG 224A, PGC 29387.